# Όri Tzena kai Pinοvο
Όri Tzena kai Pinοvο este o arie protejată (arie de protecție specială avifaunistică — SPA) din Grecia întinsă pe o suprafață de 19.848,58 ha, integral pe uscat.

## Localizare
Centrul sitului Όri Tzena kai Pinοvο este situat la coordonatele 41°06′03″N 22°09′48″E / 41.100806°N 22.163246°E.

## Înființare
Situl Όri Tzena kai Pinοvο a fost declarat arie de protecție specială avifaunistică în martie 2010 pentru a proteja 37 de specii de animale.

## Biodiversitate
Situată în ecoregiunea mediteraneană, aria protejată nu include niciun habitat protejat.
La baza desemnării sitului se află mai multe specii protejate de  păsări (37): uliu cu picioare scurte (Accipiter brevipes), ciocârlie-de-câmp (Alauda arvensis), rață mare (Anas platyrhynchos), fâsă-de-câmp (Anthus campestris), lăstunul mare (Apus apus), stârc cenușiu (Ardea cinerea), buha (Bubo bubo), pasărea ogorului (Burhinus oedicnemus), șorecarul comun (Buteo buteo), caprimulg (Caprimulgus europaeus), șerpar (Circaetus gallicus), erete vânăt (Circus cyaneus), prepeliță (Coturnix coturnix), lăstun de casă (Delichon urbicum), ciocănitoare de grădină (Dendrocopos syriacus), ciocănitoare neagră (Dryocopus martius), șoim de iarnă (Falco columbarius), Falco eleonorae, șoim călător (Falco peregrinus), muscar (Ficedula parva), rândunică (Hirundo rustica), sfrâncioc roșiatic (Lanius collurio), sfrânciocul cu frunte neagră (Lanius minor), Leiopicus medius, ciocârlie de pădure (Lullula arborea), prigoare (Merops apiaster), codobatura galbenă (Motacilla flava), stârc de noapte (Nycticorax nycticorax), grangur (Oriolus oriolus), vrabie negricioasă (Passer hispaniolensis), viespar (Pernis apivorus), Phalacrocorax carbo sinensis, ciocănitoare verzuie (Picus canus), lăstun de mal (Riparia riparia), turturică (Streptopelia turtur), Tachymarptis melba, mierlă gulerată (Turdus torquatus).
Pe lângă speciile protejate, pe teritoriul sitului au mai fost identificate 33 de specii de plante, 2 specii de păsări.